# Rio Perequê-Açu
O Rio Perequê-açu é o principal rio da região de Paraty, no estado do Rio de Janeiro, no Brasil. Tem sua nascente no Parque Nacional da Serra da Bocaina e desemboca no mar, junto ao centro histórico da cidade de Paraty. Várias pousadas foram construídas em suas margens perto dessa cidade.
O nome tem origem tupi, porém seu significado é controverso. "Açu" significa "grande". Já "perequê" significa "entrada de peixe", através da junção dos termos pirá ("peixe") e iké ("entrar") ou "praia". Portanto, "Perequê-açu" significaria "praia grande" ou "grande entrada de peixe".